# Viktoria Brejneva
Pour les articles homonymes, voir Brejneva.
Viktoria Petrovna Brejneva (en russe : Виктория Петровна Брежнева), née Denissova (Дени́сова) le 11 décembre 1907 à Belgorod et morte le 5 juillet 1995 à Moscou, est la Première dame d’URSS de 1966 à 1982.

## Biographie
Elle épouse en 1928 Léonid Brejnev, rencontré trois ans plus tôt. Ils ont pour enfants Youri Brejnev (en) et Galina Brejneva (en).
Quand celui-ci est nommé secrétaire général du Parti communiste de l'Union soviétique en 1966, et par là chef d'État de l'URSS, elle devient Première dame. Elle reste cependant relativement discrète dans la vie politique de l'Union soviétique. Sa dernière apparition publique a lieu lors des funérailles de son époux en 1982. Elle meurt en 1995, malade (diabétique) et isolée.